# Johann Adam von Itzstein
Johann Adam von Itzstein (né le 28 septembre 1775 à Mayence - mort le 14 septembre 1855 à Hallgarten dans le Rheingau) était un homme politique libéral badois.

## Biographie

### À l'époque duVormärz
Fils du directeur du tribunal de la cour à Mayence, il participa à des réunions du Club des Jacobins de Mayence et assista au siège et à la reprise de la ville par les troupes princières allemandes. Sa famille, attachée aux principes démocratiques de la Révolution française adoptés en 1793 par la République de Mayence, se réfugia alors dans son domaine de Hallgarten, en Rheingau.
Après des études de droit, Itzstein se lança dans une carrière de juriste, devenant Hofgerichtsrat à Mannheim en 1819.

Élu député de Mannheim à la Seconde chambre du Parlement du Grand-duché de Bade dès 1822, il y siégea à Gauche, parmi les libéraux dont il devint le chef de file, et fut constamment réélu de 1831 à 1848 (pour la circonscription de Schwetzingen puis pour celle de Ettlingen-Rastatt).

Défenseur de la liberté de la presse et des droits du Parlement, il était opposé à l'absolutisme gouvernemental. Il obtint notamment le rejet du budget militaire en 1824, coup d'éclat qui lui valut d'être muté dans une autre juridiction puis mis à la retraite. Il s'inscrivit alors comme avocat au barreau de Mannheim.

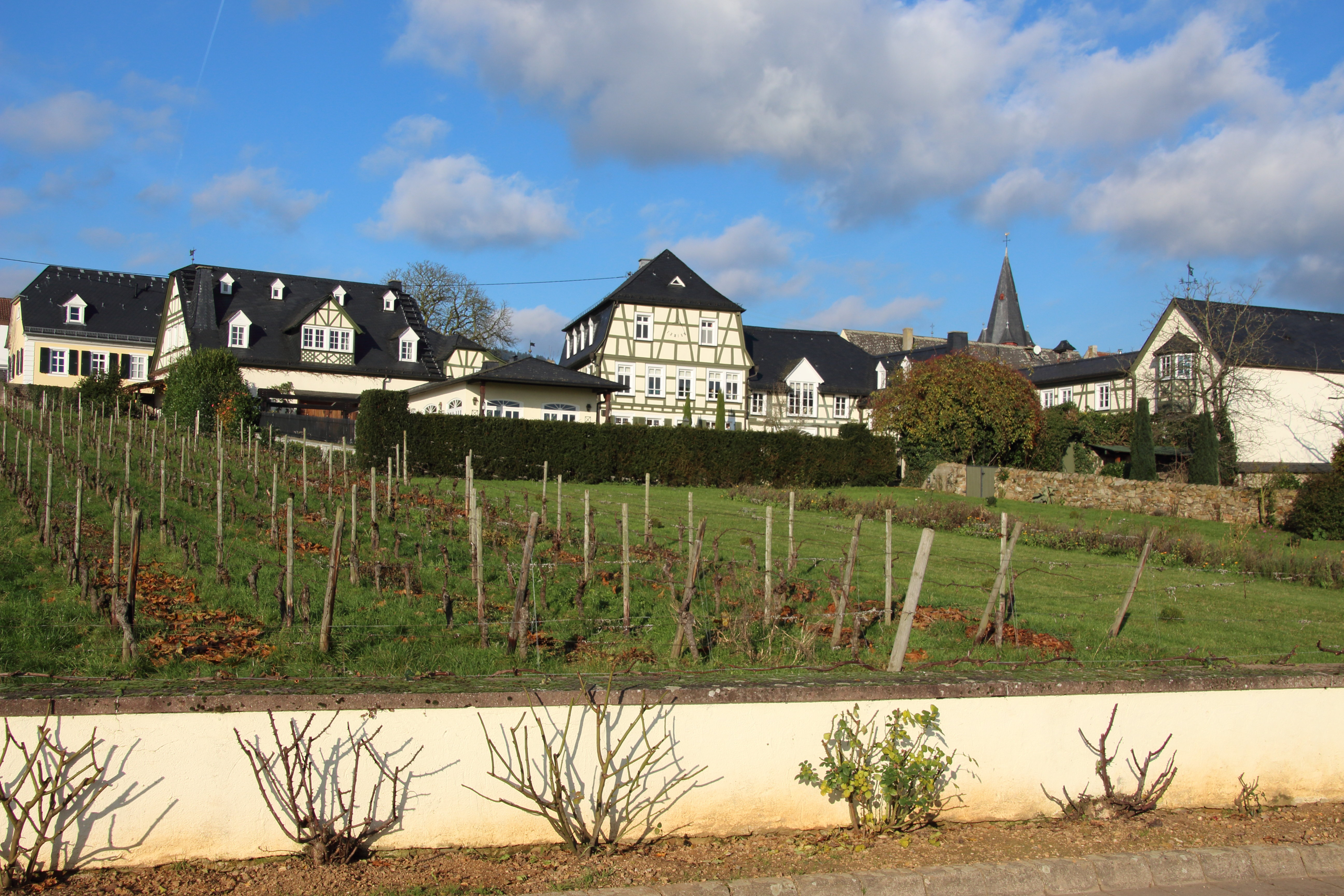
Ancien domaine viticole de la famille Itzstein à Hallgarten

Ses convictions libérales lui causant de plus en plus de difficultés, il décida en 1825 de se retirer à Hallgarten. En 1832, Itzstein fut l'un des principaux protagonistes de la Fête de Hambach, qui appelait à l'unité allemande, à la liberté et à la démocratie. Dans les années qui suivirent, Itzstein invita régulièrement à Hallgarten des opposants de différents bords, dont Robert Blum, Johann Jacoby, Karl Mathy, Friedrich Daniel Bassermann, Heinrich von Gagern, Hoffmann von Fallersleben, Ferdinand Freiligrath et Georg Herwegh. Les rencontres de Hallgarten sont aujourd'hui considérées comme étant l'un des germes du Parlement de Francfort .
Au début des années 1840, il lutta contre le baron Friedrich Karl Landolin von Blittersdorff, chef du gouvernement conservateur entre 1839 et 1843, qui agissait comme un adversaire résolu du libéralisme. Après avoir obtenu la démission de ce ministre, Itzstein continua à mener campagne contre le système politique conservateur, notamment lors d'un grand banquet politique organisé à Mannheim (22 septembre 1844), où il fut célébré en héros.

Appelé familièrement "Vater Itzstein" ("le père Itzstein"), sa renommée était grande et faisait l'objet d'un véritable culte populaire. Son ami poète Hoffmann von Fallersleben avait même écrit les paroles d'une chanson en son honneur. Des médailles étaient frappées à son effigie et son portrait remplaçait celui du grand-duc dans les salles de certaines sociétés de tir.

Itzstein considérait alors comme son plus proche disciple un jeune collègue, Friedrich Hecker, avec lequel il entreprit un voyage à travers l'Allemagne qui s'acheva brutalement à Berlin, d'où les deux hommes politiques libéraux furent expulsés par la police prussienne (mai 1845). Cet incident ne fit qu'augmenter la sympathie des libéraux allemands envers Itzstein.
Grâce à son action, les libéraux étaient devenus majoritaires au Parlement badois et au gouvernement dirigé par Jean-Baptiste Bekk. Le contexte de crise sociale de la fin des années 1840 entraîna cependant une distinction progressive entre les libéraux plus modérés et les libéraux "radicaux" (ou "démocrates") menés par le journaliste Gustav Struve, rejoint par Hecker dès 1846.

### Pendant laRévolution de Mars
La séparation progressive des modérés et des radicaux n'était pas une scission absolue, le libéral Itzstein ayant des liens avec les deux courants, qui collaborèrent étroitement au début de la Révolution de Mars.
Ainsi, peu de temps après un grand meeting des radicaux de gauche à Offenbourg (12 septembre 1847), Itzstein prit part à la réunion d'Heppenheim (10 octobre), qui reprit en partie le programme des radicaux d'Offenbourg (liberté de la presse et formation d'un parlement national allemand). Quelques semaines plus tard, à l'annonce de la chute de la monarchie de Juillet outre-Rhin, Itzstein organisa une "assemblée populaire" (Volksversammlung), qui réunit près de 3 000 personnes à Mannheim, autour des radicaux Hecker et Struve et des libéraux Mathy, Bassermann et Soiron. Les revendications de la Gauche, ainsi rassemblée, étaient alors résumées en quatre points : instauration d'une garde nationale dont les officiers seraient élus, abolition de la censure, création d'un jury sur le modèle anglais, réunion d'un parlement allemand à Francfort (27 février 1848). Le 5 mars suivant, Itzstein organisa une réunion d'une cinquantaine de libéraux et de démocrates à Heidelberg. Cette réunion aboutit à la désignation d'une commission permanente de sept membres chargée de préparer la création du Parlement de Francfort.

Membre du "pré-parlement" (31 mars-3 avril) et de la "Commission des Cinquante" (chargée de représenter ce dernier auprès de la Diète de la Confédération germanique et d'organiser l'élection des députés au Parlement de Francfort), il fut lui-même élu à cette dernière assemblée pour la circonscription de Bretten. Il siégea parmi les députés de Gauche de la fraction du "Deutscher Hof".

Après l'échec du Parlement, concrétisé par son déplacement à Stuttgart et sa dissolution "musclée" par les forces réactionnaires (juin 1849), Itzstein dut trouver refuge en Suisse après avoir été accusé de Haute trahison. Il put toutefois revenir en Allemagne peu de temps après (1850) et y mourut en 1855.
Il est inhumé à Hallgarten.